# 尼羅河安氏細尾鯰
尼羅河安氏細尾鯰，為輻鰭魚綱鯰形目平鰭鮠科的其中一種，為熱帶淡水魚，分布於非洲特坎那湖、查德湖、尼羅河上游流域，體長可達4.6公分，棲息在底層水域，生活習性不明。